# Hal B. Wallis
Hal B. Wallis (ou Harold Brent Wallis), né Aaron Blum Walinsky ou Wolovitz le 19 octobre 1898 (ou une date proche) à Chicago, dans l'Illinois, et mort le 5 octobre 1986 à Rancho Mirage, est un producteur de cinéma et acteur américain.

## Biographie
Fils d'immigrés juifs d'Europe centrale, Hal B. Wallis se fixe avec sa famille à Los Angeles (Californie) en 1922 et trouve un emploi au département publicité des Studios Warner Bros. En l'espace de quelques années il monte en grade et devient chef de production des studios. Il travailla ensuite pour une longue période avec les studios Paramount. Sa carrière de producteur qui s'étale sur plus de quarante ans affiche une liste de plus de 400 œuvres cinématographiques. Il épousa en 1966 l'actrice Martha Hyer.
Il publia son autobiographie Starmaker, coécrit avec Charles Ingham.

## Filmographie

### Comme producteur

#### Années 1930
- 1931 : Le Petit César (Little Caesar) de Mervyn LeRoy
- 1931 : Five Star Final
- 1932 : Play Girl de Ray Enright
- 1932 : Man Wanted
- 1932 : L'Étrange Passion de Molly Louvain (The Strange Love of Molly Louvain) de Michael Curtiz
- 1932 : Street of Women
- 1932 : Miss Pinkerton
- 1932 : Docteur X (Doctor X)
- 1932 : Voyage sans retour (One Way Passage)
- 1932 : Ombres vers le sud (Cabin in the cotton)
- 1932 : Fils de Russie
- 1932 : They Call It Sin
- 1932 : Je suis un évadé (I Am a Fugitive from a Chain Gang)
- 1932 : Le Roi des allumettes
- 1932 : Lawyer Man (en)
- 1933 : 42e Rue (42nd Street)
- 1933 : Grand Slam
- 1933 : The Mind Reader
- 1933 : Le Signal (Central Airport) de William A. Wellman
- 1933 : La Vie de Jimmy Dolan
- 1933 : Héros à vendre (Heroes for Sale), de William A. Wellman
- 1933 : Un coin perdu
- 1933 : Mary Stevens, M.D.
- 1933 : Toujours dans mon cœur (Ever in My Heart)
- 1934 : On a tué ! (Hi, Nellie!)
- 1934 : Dark Hazard (en)
- 1934 : Journal of a Crime
- 1934 : Jimmy the Gent
- 1934 : L'Homme de quarante ans (Upperworld)
- 1934 : The Merry Frinks (en)
- 1934 : Dr. Monica (en)
- 1934 : L'Homme aux deux visages
- 1934 : Dames
- 1934 : Madame du Barry
- 1934 : Le Cabochard (The St. Louis Kid)
- 1934 : Voici la marine (Here Comes the Navy) de Lloyd Bacon
- 1935 : Ville frontière (Bordertown)
- 1935 : Le Bousilleur (Devil Dogs of the Air)
- 1935 : A Night at the Ritz (en)
- 1935 : The Florentine Dagger
- 1935 : Les Hors la loi ('G' Men)
- 1935 : Black Fury
- 1935 : Le Songe d'une nuit d'été (A Midsummer Night's Dream)
- 1935 : Stars Over Broadway
- 1935 : Miss Pacific Fleet
- 1935 : Capitaine Blood (Captain Blood)
- 1935 : L'Intruse (Dangerous)
- 1936 : La Vie de Louis Pasteur (The Story of Louis Pasteur)
- 1936 : Brumes (Ceiling Zero)
- 1936 : La Forêt pétrifiée (The Petrified Forest)
- 1936 : Road Gang
- 1936 : Song of the Saddle
- 1936 : Boulder Dam
- 1936 : Colleen
- 1936 : Brides Are Like That
- 1936 : Snowed Under
- 1936 : The Singing Kid
- 1936 : I Married a Doctor (en) d'Archie Mayo
- 1936 : Times Square Playboy
- 1936 : La Flèche d'or (The Golden arrow)
- 1936 : Guerre au crime (Bullets or Ballots)
- 1936 : Murder by an Aristocrat
- 1936 : Betsy
- 1936 : The Big Noise
- 1936 : Two Against the World
- 1936 : Earthworm Tractors
- 1936 : Anthony Adverse, marchand d'esclaves (Anthony Adverse)
- 1936 : Courrier de Chine (China Clipper)
- 1936 : The Case of the Velvet Claws
- 1936 : Love Begins at Twenty
- 1936 : Sur la piste de l'Ouest (en) (Trailin' West) de Noel M. Smith
- 1936 : Stage Struck
- 1936 : Give Me Your Heart
- 1936 : Down the Stretch
- 1936 : Caïn et Mabel
- 1936 : La Charge de la brigade légère (The Charge of the Light Brigade)
- 1936 : The Case of the Black Cat (en) d'Alan Crosland
- 1936 : The Captain's Kid
- 1936 : California Mail (en) de Noel M. Smith
- 1936 : Three Men on a Horse
- 1936 : Fugitive in the Sky
- 1936 : King of Hockey
- 1936 : Sing Me a Love Song
- 1936 : En parade
- 1936 : Héros malgré lui (Sons o' Guns) de Lloyd Bacon
- 1937 : Smart Blonde
- 1937 : Guns of the Pecos (en) de Noel M. Smith
- 1937 : La Loi de la forêt
- 1937 : La Légion noire (Black Legion)
- 1937 : Once a Doctor
- 1937 : Stolen Holiday
- 1937 : La Lumière verte (Green light)
- 1937 : Septième District
- 1937 : Her Husband's Secretary
- 1937 : Ready, Willing and Able
- 1937 : Femmes marquées (Marked Woman)
- 1937 : That Man's Here Again
- 1937 : Une journée de printemps (Call It a Day)
- 1937 : Justice des montagnes (Mountain Justice)
- 1937 : Melody for Two
- 1937 : Le Prince et le Pauvre (The Prince and the Pauper)
- 1937 : Draegerman Courage (it)
- 1937 : Les conquérants de l'Ouest (en) (The Cherokee Strip) de Noel M. Smith
- 1937 : The Go Getter
- 1937 : Le Dernier Round (Kid Galahad)
- 1937 : La Tornade (Another Dawn), de William Dieterle
- 1937 : Fly Away Baby
- 1937 : Rivalité (Slim) de Ray Enright
- 1937 : Bataille de dames (Ever Since Eve) de Lloyd Bacon
- 1937 : The Singing Marine
- 1937 : Public Wedding
- 1937 : Crime au Far West (en) (Empty Holsters) de B. Reeves Eason
- 1937 : San Quentin
- 1937 : The Devil's Saddle Legion
- 1937 : Dance Charlie Dance
- 1937 : Confession
- 1937 : La Revue du collège (Varsity Show) de William Keighley
- 1937 : Prairie Thunder
- 1937 : Une certaine femme (That Certain Woman)
- 1937 : En liberté provisoire
- 1937 : Meurtre à la radio
- 1937 : L'Aventure de minuit (It's love I am after)
- 1937 : Un homme a disparu (The Perfect Specimen)
- 1937 : À l'est de Shanghaï (West of Shanghai)
- 1937 : The Adventurous Blonde
- 1937 : Sous-marin D-1
- 1937 : First Lady
- 1937 : Sh! The Octopus
- 1937 : She Loved a Fireman
- 1937 : Cette nuit est notre nuit (Tovarich)
- 1938 : Sergeant Murphy
- 1938 : Swing Your Lady
- 1938 : The Patient in Room 18
- 1938 : The Invisible Menace
- 1938 : La Femme errante
- 1938 : Blondes at Work
- 1938 : La Bataille de l'or (Gold Is Where You Find It) de Michael Curtiz
- 1938 : Daredevil Drivers
- 1938 : L'Insoumise (Jezebel)
- 1938 : He Couldn't Say No
- 1938 : Over the Wall
- 1938 : Accidents Will Happen
- 1938 : Torchy Blane in Panama
- 1938 : Women Are Like That
- 1938 : Les Aventures de Robin des Bois (The Adventures of Robin Hood)
- 1938 : The Beloved Brat
- 1938 : L'École du crime (Crime School)
- 1938 : Mystery House
- 1938 : Chercheuses d'or à Paris
- 1938 : Les hommes sont si bêtes (Men Are Such Fools) de Busby Berkeley
- 1938 : My Bill
- 1938 : Joyeux Compères
- 1938 : Menaces sur la ville
- 1938 : Le Mystérieux Docteur Clitterhouse (The Amazing Dr Clitterhouse)
- 1938 : Quatre au paradis (Four's a Crowd)
- 1938 : Rêves de jeunesse (Four Daughters)
- 1938 : Troubles au Canada (Heart of the North)
- 1938 : Le Vantard
- 1938 : Secrets of an Actress
- 1938 : Garden of the Moon
- 1938 : Broadway Musketeers
- 1938 : Nuits de bal (The Sisters)
- 1938 : Les Cadets de Virginie
- 1938 : Une enfant terrible (Hard to Get)
- 1938 : Torchy Gets Her Man
- 1938 : Comet Over Broadway
- 1938 : Le Cavalier errant (Going Places)
- 1939 : Je suis un criminel (They Made Me a Criminal)
- 1939 : Torchy Blane in Chinatown
- 1939 : Nancy Drew... Reporter
- 1939 : Le Printemps de la vie
- 1939 : Service secret de l'air
- 1939 : Blackwell's Island
- 1939 : Terreur à l'ouest (The Oklahoma Kid)
- 1939 : The Adventures of Jane Arden
- 1939 : Le Châtiment (You Can't Get Away with Murder)
- 1939 : Les Conquérants (Dodge City)
- 1939 : The Man Who Dared de Crane Wilbur
- 1939 : Women in the Wind
- 1939 : Victoire sur la nuit (Dark Victory)
- 1939 : Juarez
- 1939 : Les Aveux d'un espion nazi (Confessions of a Nazi Spy)
- 1939 : Torchy Runs for Mayor
- 1939 : Sweepstakes Winner
- 1939 : Code of the Secret Service
- 1939 : Nancy Drew... Trouble Shooter
- 1939 : Fausses Notes (Naughty But Nice)
- 1939 : Filles courageuses
- 1939 : Le Vainqueur (Indianapolis Speedway)
- 1939 : Waterfront
- 1939 : À chaque aube je meurs (Each Dawn I Die)
- 1939 : Torchy Blane.. Playing with Dynamite
- 1939 : La Vieille Fille (The Old Maid)
- 1939 : Everybody's Hobby
- 1939 : The Angels Wash Their Faces
- 1939 : Nancy Drew et l'escalier secret de William Clemens
- 1939 : Dust Be My Destiny
- 1939 : No Place to Go
- 1939 : Agent double (Espionage Agent)
- 1939 : La Vie privée d'Elisabeth d'Angleterre (The Private Lives of Elizabeth and Essex)
- 1939 : On Your Toes
- 1939 : Smashing the Money Ring
- 1939 : Les Fantastiques Années 20 (The Roaring Twenties) de Raoul Walsh
- 1939 : On Dress Parade
- 1939 : Kid Nightingale
- 1939 : Le Retour du docteur X (The Return of Doctor X)
- 1939 : Nous ne sommes pas seuls (We Are Not Alone)
- 1939 : A Child Is Born
- 1939 : Private Detective
- 1939 : Quatre Jeunes Femmes
- 1939 : En surveillance spéciale (Invisible Stripes de Lloyd Bacon

#### Années 1940
- 1940 : Brother Rat and a Baby
- 1940 : The Fighting 69th
- 1940 : British Intelligence Service (British Intelligence)
- 1940 : Granny Get Your Gun
- 1940 : Castle on the Hudson
- 1940 : La Balle magique du Docteur Ehrlich (Dr Ehrlich's Magic Bullet)
- 1940 : Three Cheers for the Irish
- 1940 : La Caravane héroïque (Virginia City)
- 1940 : Rendez-vous à minuit (It All Came True)
- 1940 : Voyage sans retour ('Til We Meet Again)
- 1940 : King of the Lumberjacks
- 1940 : Tear Gas Squad (en)
- 1940 : Saturday's Children
- 1940 : Torrid Zone
- 1940 : Murder in the Air
- 1940 : L'Étrange Aventure
- 1940 : A Fugitive from Justice
- 1940 : L'Aigle des mers (The Sea Hawk)
- 1940 : L'Étrangère (All This, and Heaven Too)
- 1940 : My Love Came Back
- 1940 : Une femme dangereuse (They Drive by Night) de Raoul Walsh
- 1940 : Finie la comédie (No Time for Comedy)
- 1940 : Ville conquise (City for Conquest)
- 1940 : Knute Rockne All American
- 1940 : Une dépêche Reuter (A Dispatch from Reuter's)
- 1940 : Tête chaude
- 1940 : La Lettre (The Letter)
- 1940 : La Piste de Santa Fé (Santa Fe Trail)
- 1941 : Femmes adorables (Four Mothers) de William Keighley
- 1941 : Honeymoon for Three
- 1941 : La Grande Évasion (High Sierra)
- 1941 : La Blonde framboise
- 1941 : Des pas dans la nuit (Footsteps in the Dark) de Lloyd Bacon
- 1941 : Le Vaisseau fantôme (The Sea Wolf)
- 1941 : Le Grand Mensonge (The Great Lie)
- 1941 : L'Amour et la Bête
- 1941 : Ma femme se marie demain (Affectionately Yours) de Lloyd Bacon
- 1941 : Shining Victory
- 1941 : Million Dollar Baby
- 1941 : Out of the Fog
- 1941 : Underground
- 1941 : Sergent York (Sergeant York)
- 1941 : Fiancée contre remboursement (The Bride Came C.O.D.)
- 1941 : L'Entraîneuse fatale (Manpower)
- 1941 : Bombardiers en piqué (Dive Bomber), de Michael Curtiz
- 1941 : Nuits joyeuses à Honolulu
- 1941 : Nine Lives Are Not Enough
- 1941 : One Foot in Heaven
- 1941 : Le Faucon maltais (The Maltese Falcon)
- 1941 : Blues in the Night
- 1941 : La Charge fantastique (They Died with Their Boots On)
- 1942 : L'Homme qui vint dîner (The man who came to dinner)
- 1942 : Échec à la Gestapo (All Through the Night)
- 1942 : Crimes sans châtiment (Kings Row)
- 1942 : Les Chevaliers du ciel (Captains of the Clouds)
- 1942 : Si Adam avait su...
- 1942 : Larceny, Inc.
- 1942 : L'amour n'est pas en jeu (In this our life)
- 1942 : La Glorieuse Parade (Yankee Doodle Dandy)
- 1942 : Danseuse de cabaret
- 1942 : Les Folles Héritières (The Gay Sisters)
- 1942 : Sabotage à Berlin (Desperate journey)
- 1942 : Une femme cherche son destin (Now, Voyager)
- 1942 : Casablanca
- 1943 : Air Force
- 1943 : Tessa, la nymphe au cœur fidèle (The Constant Nymph)
- 1943 : This Is the Army
- 1943 : Quand le jour viendra (Watch on the Rhine)
- 1943 : La Petite Exilée (Princess O'Rourke)
- 1944 : The Conspirators (réalisé par Jean Negulesco)
- 1944 : Passage pour Marseille (Passage to Marseille)
- 1945 : Les Caprices de Suzanne (The Affairs of Susan)
- 1945 : Le Prix du bonheur  (You Came Along) de John Farrow
- 1945 : Le Poids d'un mensonge (Love Letters)
- 1945 : Rhapsodie en bleu (Rhapsody in Blue)
- 1945 : L'Intrigante de Saratoga (Saratoga Trunk)
- 1946 : The Searching Wind
- 1946 : L'Emprise du crime (The Strange Love of Martha Ivers)
- 1947 : Mariage parfait
- 1947 : La Furie du désert
- 1948 : L'Homme aux abois (I Walk Alone)
- 1948 : So Evil My Love
- 1948 : Raccrochez, c'est une erreur ! (Sorry, Wrong Number)
- 1949 : Les Mirages de la peur (The Accused)
- 1949 : La Corde de sable (Rope of Sand)
- 1949 : My Friend Irma

#### Années 1950
- 1950 : Introducing Charlton Heston
- 1950 : La Femme à l'écharpe pailletée (The File on Thelma Jordon)
- 1950 : La Rue de traverse (Paid in Full), de William Dieterle
- 1950 : Irma à Hollywood (My Friend Irma Goes West)
- 1950 : Les Furies (The Furies)
- 1950 : Les Amants de Capri (September Affair)
- 1950 : La Main qui venge (Dark City)
- 1951 : Bon sang ne peut mentir (That's My Boy)
- 1951 : Pékin Express de William Dieterle
- 1951 : Montagne rouge (Red Mountain)
- 1952 : La Polka des marins (Sailor Beware)
- 1952 : Parachutiste malgré lui (Jumping Jacks)
- 1952 : Reviens petite Sheba (Come Back, Little Sheba)
- 1952 : Le Cabotin et son compère (The Stooge)
- 1953 : Fais-moi peur (Scared Stiff)
- 1953 : Cease Fire!
- 1953 : Un galop du diable (Money from Home)
- 1954 : Romance sans lendemain (About Mrs. Leslie)
- 1954 : Le clown est roi
- 1955 : Artistes et Modèles (Artists and Models)
- 1955 : La Rose tatouée (The Rose Tattoo)
- 1956 : Un vrai cinglé de cinéma (Hollywood or Bust)
- 1956 : Le Faiseur de pluie (The Rainmaker)
- 1957 : Règlements de comptes à O.K. Corral (Gunfight at the O.K. Corral)
- 1957 : Amour frénétique (Loving You)
- 1957 : P'tite Tête de troufion (The Sad Sack)
- 1957 : Car sauvage est le vent
- 1958 : Vague de chaleur (Hot Spell)
- 1958 : Bagarres au King Créole (King Creole)
- 1959 : Tiens bon la barre, matelot
- 1959 : Le Dernier train de Gun Hill (Last Train from Gun Hill)
- 1959 : En lettres de feu

#### Années 1960
- 1960 : Mince de planète (Visit to a Small Planet)
- 1960 : Café Europa en uniforme (G.I. Blues)
- 1961 : Il a suffi d'une nuit (All in a Night's Work)
- 1961 : Été et Fumées (Summer and Smoke)
- 1961 : Sous le ciel bleu de Hawaï (Blue Hawaii)
- 1962 : Des filles... encore des filles (Girls! Girls! Girls!), de Norman Taurog
- 1963 : Citoyen de nulle part
- 1963 : Le Divan de l'infidélité (Wives and Lovers)
- 1963 : L'Idole d'Acapulco (Fun in Acapulco)
- 1964 : Becket
- 1964 : L'Homme à tout faire (Roustabout)
- 1965 : Les Quatre fils de Katie Elder (The Sons of Katie Elder)
- 1965 : Boeing (707) Boeing (707)
- 1966 : Paradis hawaïen (Paradise, Hawaiian Style)
- 1967 : Trois gars, deux filles et un trésor (Easy Come, Easy Go)
- 1967 : Pieds nus dans le parc (Barefoot in the Park)
- 1968 : Cinq Cartes à abattre (5 Card Stud)
- 1969 : Cent Dollars pour un shérif (True Grit)
- 1969 : Anne des mille jours (Anne of the Thousand Days)

#### Années 1970
- 1970 : Norwood
- 1971 : Marie Stuart, reine d'Écosse (Mary, Queen of Scots)
- 1971 : Red Sky at Morning (en)
- 1971 : Quand siffle la dernière balle (Shoot Out)
- 1972 : Follow Me!
- 1973 : A Bequest to the Nation
- 1973 : Don Angelo est mort (The Don Is Dead)
- 1975 : Une bible et un fusil (Rooster Cogburn)

### Comme acteur
- 1950 : Les Amants de Capri (September Affair) : Tourist at Capri Shop
- 1955 : La Rose tatouée (The Rose Tattoo) : Man at Mardi Gras Club
- 1961 : Sous le ciel bleu de Hawaï (Blue Hawaii) : Man Walking Down Street